# Център по международна икономика, политика и право (УНСС)
Центърът за международна икономика, политика и право е бивше отделение на Института за следдипломна квалификация при Университета за национално и световно стопанство в София.

## Обучение
Обучението е провеждано по следните предмети:
- МИО и външноикономическа дейност
- Външна търговия и международно право
- Държавна администрация и международно право
- Международна спедиция
- Медиация /извънсъдебни способи за разрешаване на спорове/
- Право
- Право на интелектуалната собственост
- Маркетинг, реклама и бизнес комуникации
- МИО и митническа политика
- Международен туризъм
- Управление на външноикономическата дейност на фирмата
- Европейска интеграция
- Управление на фирмената сигурност
- Управление при кризи
- Отбранително-мобилизационна подготовка на страната
- Банкова сигурност
- Организация на охранителната дейност
- Икономическа психология